# Ratiopharm Ulm
El Ratiopharm Ulm es un club de baloncesto profesional de la ciudad de Ulm, que milita en la BBL, máxima categoría del baloncesto alemán y en la Eurocup, la segunda competición europea. Disputa sus partidos en el Ratiopharm arena, con capacidad para 6000 espectadores. El club es patrocinado por la compañía farmacéutica Ratiopharm.

## Historia
El club fue fundado en 2001 después de que del equipo de baloncesto profesional que había en Ulm, dirigido por el club de deporte SSV Ulm 1846 , se declaró insolvente y tuvo que renunciar a la liga. Dr. Thomas Stoll y Andreas Oettel , el actual CEO del Baloncesto Ulm / Alb - Donau GmbH , que es el dueño del club , compró la licencia del exequipo y comenzaron con un equipo en segunda división con el nombre de Baloncesto Ulm GmbH. Después de jugar en la segunda división durante cinco años, el equipo ascendió a la Bundesliga en 2006 .

## Registro por temporadas
| Temporada | División | Liga       | Posición | Playoffs         | Copa de Alemania | Competición europea             |
| --------- | -------- | ---------- | -------- | ---------------- | ---------------- | ------------------------------- |
| 2000–01   | 1        | Bundesliga | 14       | Descenso         | –                | –                               |
| 2001–02   | 2        | 2. BBL     | 7        | –                | –                | –                               |
| 2002–03   | 2        | 2. BBL     | 3        | –                | –                | –                               |
| 2003–04   | 2        | 2. BBL     | 2        | –                | –                | –                               |
| 2004–05   | 2        | 2. BBL     | 2        | –                | –                | –                               |
| 2005–06   | 2        | 2. BBL     | 1        | Ascenso          | –                | –                               |
| 2006–07   | 1        | Bundesliga | 12       | –                | –                | –                               |
| 2007–08   | 1        | Bundesliga | 12       | –                | –                | –                               |
| 2008–09   | 1        | Bundesliga | 5        | Cuartos de final | –                | –                               |
| 2009–10   | 1        | Bundesliga | 13       | –                | –                | –                               |
| 2010–11   | 1        | Bundesliga | 14       | –                | –                | –                               |
| 2011–12   | 1        | Bundesliga | 2        | Segundos         | Terceros         | –                               |
| 2012–13   | 1        | Bundesliga | 3        | Semifinal        | Segundos         | Eurocup Cuartos de final        |
| 2013–14   | 1        | Bundesliga | 6        | Cuartos de final | Segundos         | Eurocup Octavos de final        |
| 2014–15   | 1        | Bundesliga | 5        | Semifinal        | Cuartos de final | EuroChallenge Temporada regular |
| 2015–16   | 1        | Bundesliga | 2        | Segundos         | -                | Eurocup 16avos de final         |
| 2016–17   | 1        | Bundesliga | 4        | Semifinal        | Cuartos de final | Eurocup Octavos de final        |
| 2017–18   | 1        | Bundesliga | 10       |                  | Terceros         | Eurocup Temporada regular       |

## Palmarés
- Basketball Bundesliga
  - Campeón (1): 2023
  - Subcampeón (3): 1998, 2012, 2016

- Copa de baloncesto de Alemania
  - Subcampeón: 1994, 1995, 2013, 2014 y 2024
  - Semifinales: 2012

- Supercopa de Alemania:
  - Subcampeón (1): 2013

- Segunda División de Alemania (Sur) | 2. Basketball Bundesliga:
  - Campeón (1): 2006
  - Subcampeón: 2003, 2004, 2005

## Jugadores destacados
| - Stephen Arigbabu - Daniel Theis - Philipp Schwethelm - Ingo Freyer - Robin Benzing - Christian Ast - Sebastian Betz - Mike Knoerr - Jens Kujawa - Keaton Nankivil - Trent Plaisted - Allan Ray - Dru Joyce |  | - Cameron Long - Greg Mangano - Tommy Mason-Griffin - Matt Howard - C.J.Harris - Jeff Gibbs - Kyle Bailey - John Bryant - Daniel Fitzgerald - Brian Cusworth - Will Clyburn - Fred Williams - Romeo Travis |  | - Jarvis Walker - Isaiah Swann - Ignacio Castellanos - Olivier Bourgain - Logi Gunnarsson - Edgar Sosa - / Adam Hess - / Jeff Kent - / Konrad Wysocki - / Dane Watts - / Alon Stein - / Boris Savovic |